# V2 어순
통사론에서 V2 어순(영어: Verb-second (V2) word order)은 절이나 문장에서 정동사(定動詞)가 항상 문장의 2번째 위치를 차지하는 어순을 가리키는 말이다. 동사의 앞에는 일반적으로 문장의 화제(話題)로 기능하는 구성성분이 붙게 된다. V2어순은 게르만어파 언어에서 공통적으로 나타나며 카슈미르어, 인구시어 등의 언어에서도 보인다. 게르만어파 중에서 현대 영어는, 고대 영어의 V2 어순의 흔적이 찾아지기는 하지만, SVO형 어순이 거의 대부분인 언어이기 때문에 예외라고 할 수 있다.

## 사용
V2 어순을 가지는 대부분의 게르만어파 언어들에서, 일부 경우를 제외하면 V2 어순은 내포문에서는 일반적으로 사용되지 않는다. 이 때 독일어, 네덜란드어, 아프리칸스어는 보문 표지 뒤의 부분이 VF(verb final) 어순으로 바뀌게 된다. 한편 게르만어파 언어 중 이디시어와 아이슬란드어는 모든 평서문에서 V2 어순을 허용한다.

### 예시
다음은 독일어에서 나타나는 V2 어순의 변형들의 예시이다.
- Die Kinder / spielten / vor der Schule / im Park / Fußball.

- 아이들이 / 했다 / 수업 전에 / 공원에서 / 축구를

- Fußball / spielten / die Kinder / vor der Schule / im Park.

- 축구를 / 했다 / 아이들이 / 수업 전에 / 공원에서

- Im Park / spielten / die Kinder / vor der Schule / Fußball.

- 공원에서 / 했다 / 아이들이 / 수업 전에 / 축구를

위의 예시들에서는 "spielten"("놀았다", 의역하면 "했다")이라는 동사가 두번째에 위치하고 있으므로 V2어순의 문법상 틀리지 않다. 하지만,
- Vor der Schule / Fußball / spielten / die Kinder / im Park.

- 수업 전에 / 축구를 / 했다 / 아이들이 / 공원에서

위의 예시에서는 동사가 2번째 위치에 오지 않았으므로 문법상 틀렸다.

## 같이 보기
- 어순
- SVO형
- SOV형
- 게르만어파